# 22-Pistepirkko
22-Pistepirkko er en finsk popgruppe, dannet i 1980. Navnet betyder 22-prikket mariehøne (Psyllobora vigintiduopunctata). På finsk udtales det "kaksikymmentäkaksi pistepirkko" - ofte bruges i stedet forkortelsen "22 pp". Bandet har også spillet og udgivet musik under navnet "The Others".
Gruppen består af brødrene Asko  og Hannu Keränen (P.K.) og Esa (Espe) Haverinen. De søger især inspiration i tidlig amerikansk garagerock og elektronisk musik, men sætter deres eget præg på både struktur og udtryk.
Bandet startede i Utäsjärvi, men flyttede senere til Helsinki. I 1980 vandt de det finske mesterskab i rockmusik.
I 2015 opløstes bandet i forbindelse med pladeindspilninger. I august 2019 gav bandet dog atter givet livstegn fra sig og spillede i efteråret 2019 adskillige koncerter i Finland.
Bandet har haft en særlig tilknytning til Danmark og den danske filminstruktør Anders Haaning Christiansen indspillede under bandets europaturne i 2001 filmen "Sleep Good, Rock Well" (2005). De optrådte i Aalborg på spillestedet 1000fryd d. 5. April 1995 hvor opnåede kultstatus og blev til genstand for helteagtig beundring.[kilde mangler]
Trods forholdsvis beskeden international succes har bandet fået megen rosende omtale. "Everything 22 Pistepirkko touch turns strangely familiar. It's like a lot... but there's nothing like it" (Taylor Parker, Melody Maker UK, citeret fra gruppens facebook side).

## Diskografi
- Piano, Rumpu ja Kukka (1984)
- The Kings of Hong Kong (1987)
- Bare Bone Nest (1989)
- Big Lupu (1992)
- Rumble City LaLa Land (1994)
- Zipcode (1996)
- Eleven (1998)
- Downhill City (1999)
- Rally of Love (2001)
- The Nature of 22-Pistepirkko (2002)
- Drops & Kicks (2005)
- The Others aka. 22PP: Monochromeset (2006)
- (Well You Know) Stuff Is Like We Yeah! (2008)
- Lime Green Delorean (2011)

## Ekstern henvisning
- Officielt websted Arkiveret 12. juni 2018 hos  Wayback Machine

- Wikimedia Commons har flere filer relateret til 22-Pistepirkko

| Musikgruppe | Spire Denne artikel om en musikgruppe er en spire som bør udbygges. Du er velkommen til at hjælpe Wikipedia ved at udvide den. |